# Pannsgraben
Der Pannsgraben ist ein ca. 360 Meter langer Graben in Hamburg-Langenhorn. Er ist ein rechter Nebenfluss vom Bornbach.
Er entspringt an der Straße Am Ochsenzoll. Von da verläuft er Richtung Süden, unterquert den Pannsweg und den Stockflethweg und mündet dann in den Bornbach.
Auf einer Karte aus dem 19. Jahrhundert ist der Pannsgraben bereits erkennbar.